# Zamek w Dąbrowicy
Zamek w Dąbrowicy – zamek zbudowany przez ród książąt Holszańskich nad rzeką Horyń.

## Historia
Miejscowość znana była już w 1224 roku. W XIII wieku Dąbrowica została stolicą udzielnych książąt ruskich. Od XIV w. była własnością litewskich książąt Holszańskich, którzy od XV wieku zaczęli się nazywać Dąbrowickimi, do momentu, gdy ostatnia z rodu Maria Holszańska wyszła za mąż najpierw za Montholta, później Michała Tyszkiewicza, kasztelana łuckiego a po raz trzeci za kniazia Andrzeja Kurbskiego.
W XVII wieku był już zrujnowany, a pod koniec XVIII wieku istniały tylko wały i resztki murów.

## Właściciele
Maksymilian Studniarski pisał o Wysocku, własności książąt z Dąbrowicy:
Początkowo własność ruskich książąt dąbrowickich. Wśród nich znany w dziejach jest Hleb Jurowicz, książę dąbrowicki), prawnuk Michała Świętopełka, który brał udział w głośnej bitwie jerelskiej Światosława Wszełowodowicza, w. ks. kijow. nad połowieckim kn. Kobiakiem. Drugi kniaź Aleksander Wsiewołodowicz Dąbrawicki stał się nie mniej sławnym wskutek chlubnego zgonu swego nad rzeką Kałką. Z podbiciem Rusi przez Mongołów poznikały dzielnice nadhoryńskie i dopiero gdy z koleją czasu Litwa, wypędziwszy Tatarów, stała się po nich spadkobierczynią krajów ruskich, znowu znikłe nadhoryńskie grody dźwigać się zaczynają. W XV wieku Dąbrowica jest już własnością koronną, którą z ręki hospodara rządzili namiestnicy. Wiemy, że takim namiestnikiem w 1467 był tu Timofiej Władymirowicz kn. Massalski, okolniczy smoleński. Wkrótce potem włość tę z hospodarskiego daru otrzymali ks. Olgimuntowiczowie Holszańscy. Włość ta była kolosalnie wielką, zajmowała cały obszar dawniejszego ks. dąbrowickiego, składała się bowiem z tzw. „dzwonu” dąbrowickiego (tu wyraz „dzwon” zbiega się ze znaczeniem parafii, klucza), ze Stolina, Sechów (dziś Tomaszogrodu), Strzelska, Kurasza i Wysocka. Niedostaje nam wiadomości, którego z kn. Holszańskich łaska hospodarska obdarzyła temi dobrami i do jakiego roku mianowicie nadanie to odnieść należy...